# 天主教棉蘭總教區
天主教棉蘭總教區（拉丁語：Archidioecesis Medanensis）是印度尼西亞一個羅馬天主教總教區，也是該國十個總教區之一。位於蘇門答臘島北部，下轄實武牙和巴東兩個教區。2005年有教友596,836人、44個堂區、145名司鐸。現任總主教為阿尼切塞斯·邦格舒·安多尼·西納加是一名嘉布遷會會士。
1911年6月30日自巴達維亞監牧區設蘇門答臘監牧區，1923年12月27日，更名為巴東監牧區，1932年7月18日升為代牧區。1941年12月23日易名為棉蘭代牧區。1963年1月3日升為教區，
2003年7月1日巨港總教區分出，管理蘇門答臘島南部。現任總主教為高略·希帕永，榮休總主教為啟德·邦舒·西納加。